# Bukowiec (województwo małopolskie)
Bukowiec – wieś w Polsce położona w województwie małopolskim, w powiecie nowosądeckim, w gminie Korzenna.

## Położenie
Pola i zabudowania miejscowości znajdują się na Pogórzu Rożnowskim, na stokach wzniesienia Bukowiec (530 m). Na wzniesieniu tym znajduje się rezerwat przyrody nieożywionej Diable Skały. W latach 1975–1998 miejscowość administracyjnie należała do województwa nowosądeckiego.

## Opis miejscowości
Bukowiec obejmuje powierzchnię 617 ha. W miejscowości znajduje się rzymskokatolicka Parafia Niepokalanego Serca Najświętszej Maryi Panny w Bukowcu.
Na terenie miejscowości znajduje się dawna drewniana cerkiew św. Paraskewy, wybudowana w 1805 we wsi Kamianna koło Krynicy jako cerkiew greckokatolicka. W 1949 została przeniesiona do Bukowca i znacznie przebudowana z przeznaczeniem na kościół rzymskokatolicki (parafię erygowano w 1950) p.w. Niepokalanego Serca Najświętszej Maryi Panny. Dobudowano nowe prezbiterium, zlikwidowano symboliczne kopuły nad starym prezbiterium, nawą i izbicą wieży. Obecnie wieża zwieńczona jest ostrosłupowym hełmem, a nad nawą znajduje się wieżyczka z sygnaturką. Wyposażenie cerkiewne również zostało zlikwidowane.
W XVII w. wieś należała do Wacława Przypkowskiego – działacza ariańskiego.
W 1958 powstała Ochotnicza Straż Pożarna, dysponująca według stanu na 2017 rok remizą i samochodem pożarniczym Żuk.

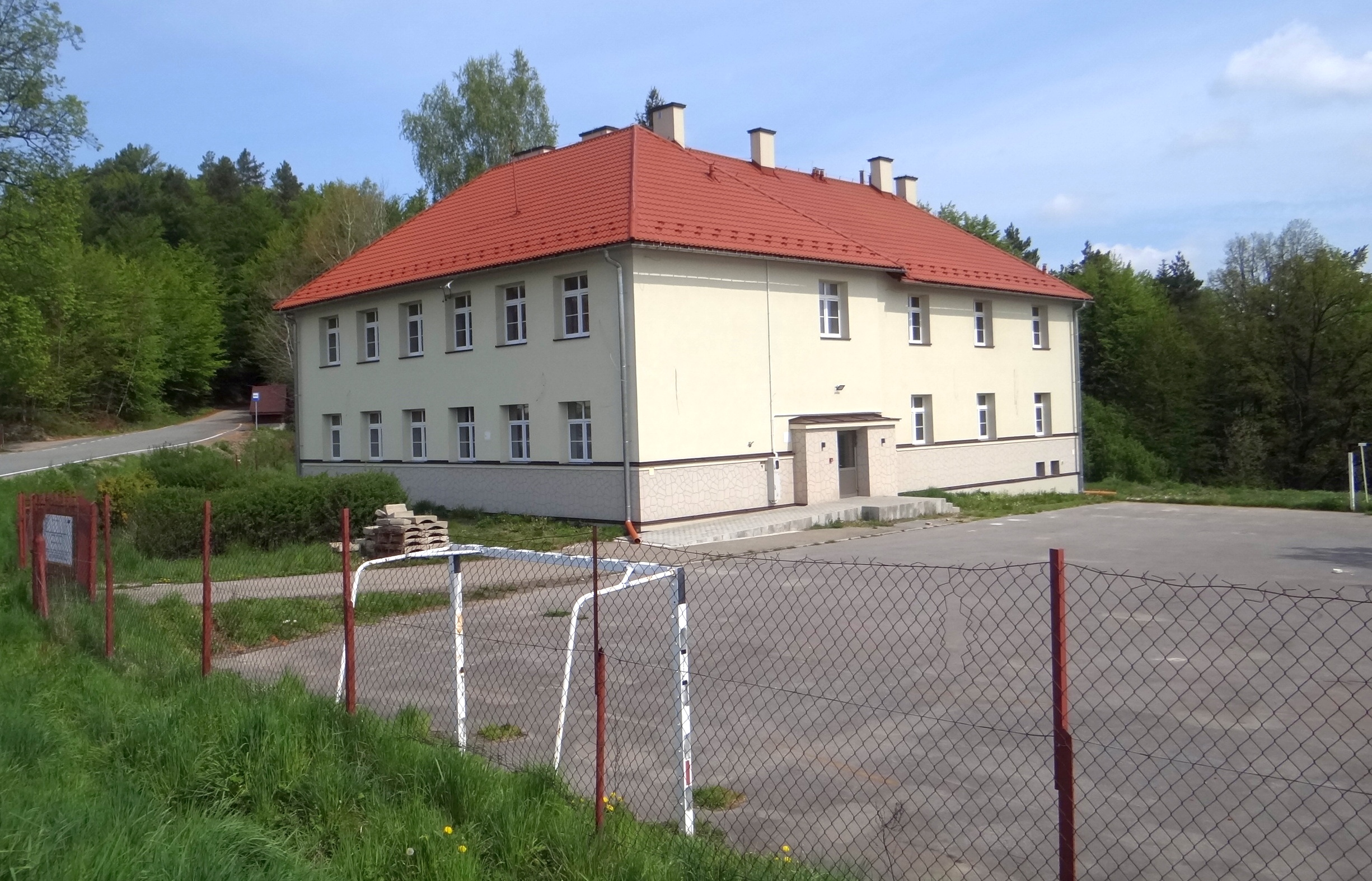
Szkoła